# Antonín Pulpán
Antonín Pulpán (17. února 1910 Slatiňany – 12. září 1942 Berlín–Plötzensee) byl obchodníkem a od roku 1935 důstojníkem v prvorepublikové československé armádě. Po nastolení protektorátu se poručík Antonín Pulpán zapojil do protiněmeckého odporu v řadách ilegální vojenské odbojové organizace Obrana národa (regionální východočeská organizace působící na Pardubicku), kde měl na starosti zpravodajské úkoly jakož i diverzní a sabotážní činnost.

## Život

### Před nastolením protektorátu

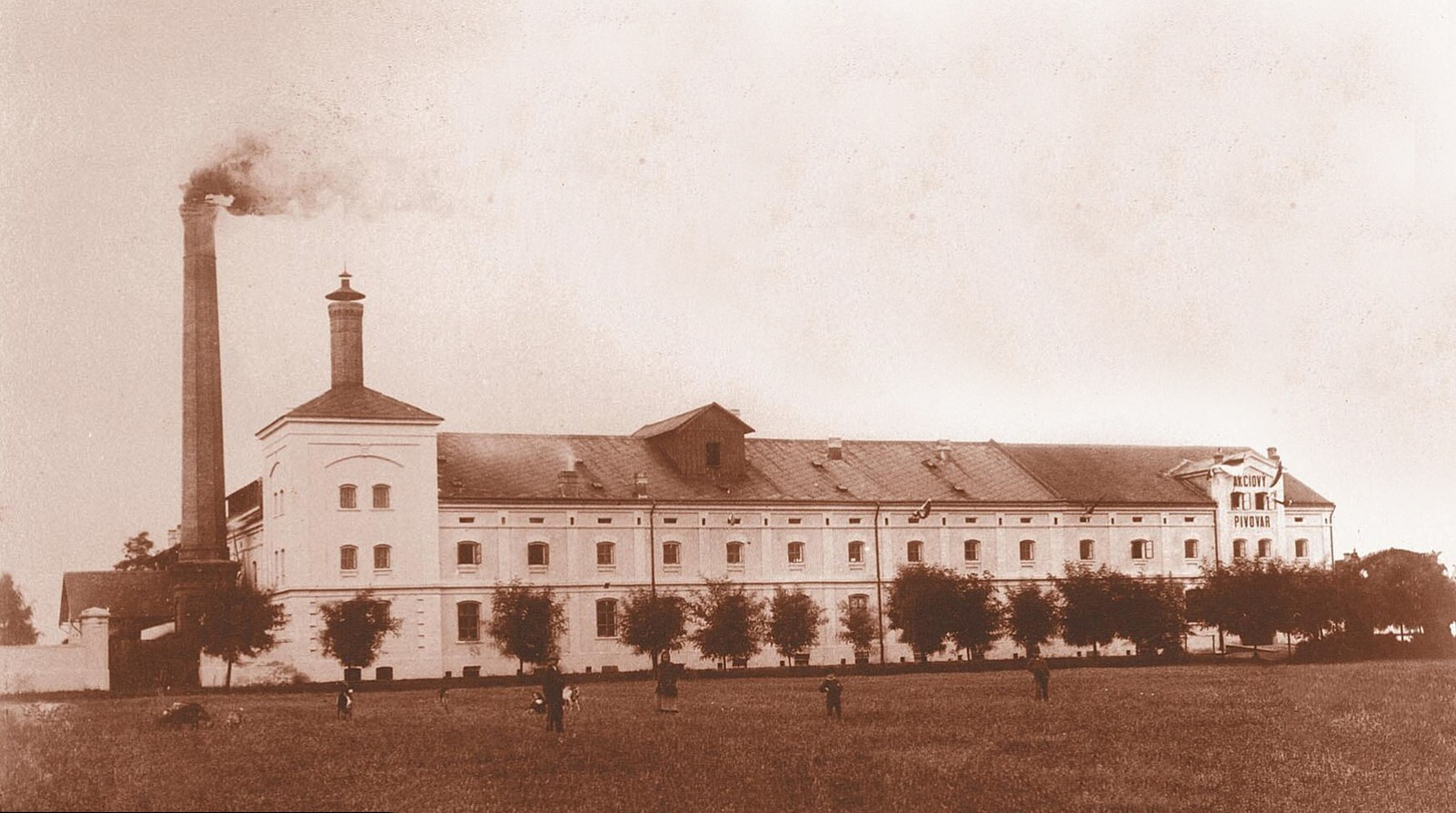
Akciový pivovar Pernštejn v Pardubicích na dobovém snímku

Antonín Pulpán se narodil 17. února 1910 ve Slatiňanech a až do roku 1935 pracoval jako obchodník. V roce 1935 vstoupil do řad vojáků z povolání v prvorepublikové československé armádě. Po německé okupaci Čech, Moravy a Slezska (vyhlášení Protektorátu Čechy a Morava dne 15. března 1939) byla armáda rozpuštěna, vojáci z povolání (důstojníci) byli postupně během jara a léta 1939 umisťováni na různá civilní místa po celém teritoriu protektorátu. Antonín Pulpán byl deaktivován v hodnosti poručíka a pracoval jako zaměstnanec akciového pivovaru Pernštejn v Pardubicích.

### V řadách regionální Obrany národa
Na podzim 1939 Pulpána jeho známý ze školních let a poštovní úředník získal pro práci v regionálním štábu pardubické vojenské ilegální organizace Obrana národa (ON). Jednalo se o první garnituru regionální (krajské) ilegální struktury, která měla za úkol zbudovat utajenou (podzemní) armádu připravenou k případnému ozbrojenému vystoupení proti německým okupantům a jejich přisluhovačům. Dalším úkolem této krajské pardubické ON bylo shromažďování lokálních zpravodajských informací (a jejich předávání do centra ON a odtud mimo protektorát), „podkopávání“ (diverzní činnost) místní německé zbrojní (chemické) výroby a sabotování přesunů (především po železnici) vojenského materiálu po regionu Pardubicka. (Krajskému velitelství ON Pardubice velel plukovník Josefu Taclovi a na Krajském velitelství ON Pardubice působil také štábní kapitán generálního štábu Zdeněk Tvrz.)   

### Pardubičtí „cukráři“
Poručík Antonín Pulpán vystupoval v materiálech gestapa jako „Formánek“ (nebo „cukrář Formánek“) a patřil mezi pardubické „cukráře“, jejichž celá skupina čítala celkem čtyři osoby. Byl to velitel „cukrářů“ štábní kapitán Jaroslav Skutil; jeho zástupce poručík Antonín Pulpán; Skutilův kolega, poštovní úředník Josef Šiler a železničář Evžen Zörkler. Úkolem „cukrářů“ byla tzv. „špinavá práce“ (sabotážní akce v továrnách, kladení nástražných výbušnin na železnici, fyzická likvidace nepohodlných osob, což byli lidé napomáhající aktivně protektorátnímu režimu především udavačstvím, apod.) 
Antonín Pulpán absolvoval několik cest do pražského ústředí Obrany národa, kde od svých nadřízených kolegů dostával průběžné pokyny k činnosti v regionu a předával jim informace o dění na Pardubicku. Od podzimu 1939 se Pulpán několikrát setkal i s majitelem lékárny Gustavem Coufalem z Chrudimi, s nímž jednal o možnostech obstarání zbraní pro potřeby ON.

Pulpánovi spolupracovníci v odboji
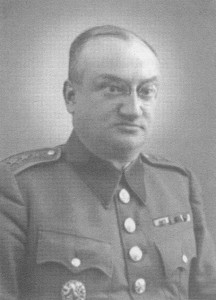
plukovník Josef Tacl
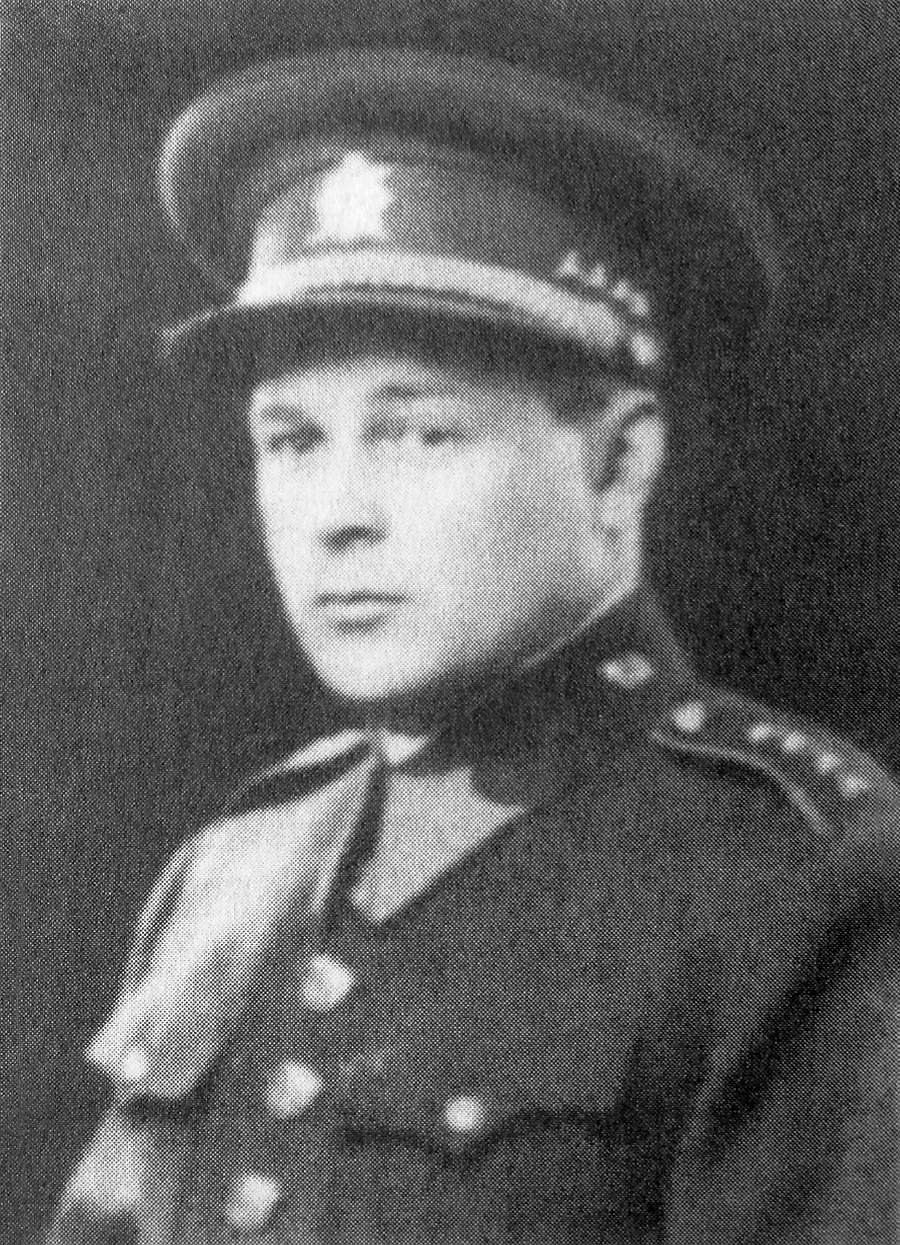
štábní kapitán Zdeněk Tvrz
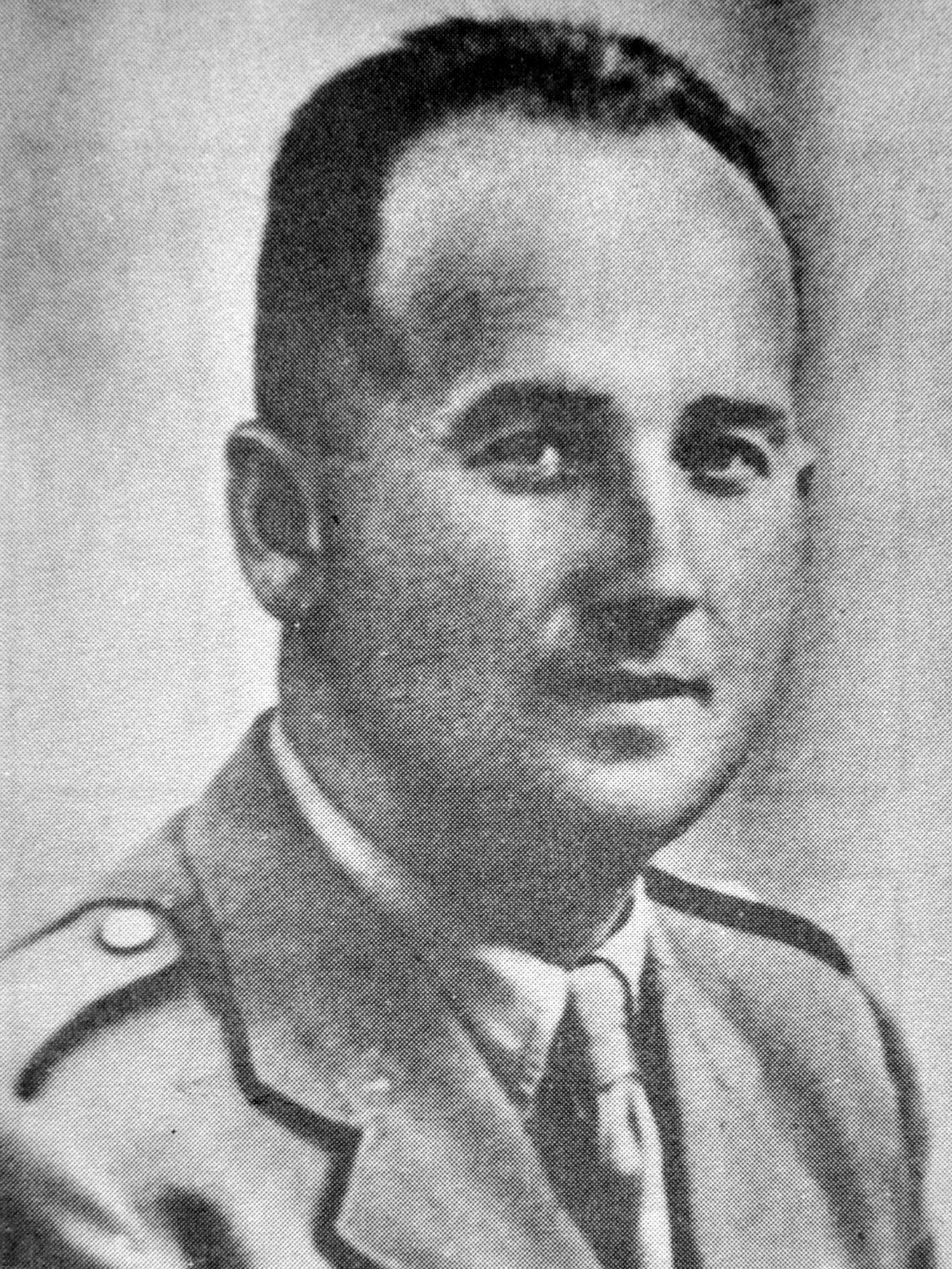
štábní kapitán Jaroslav Skutil
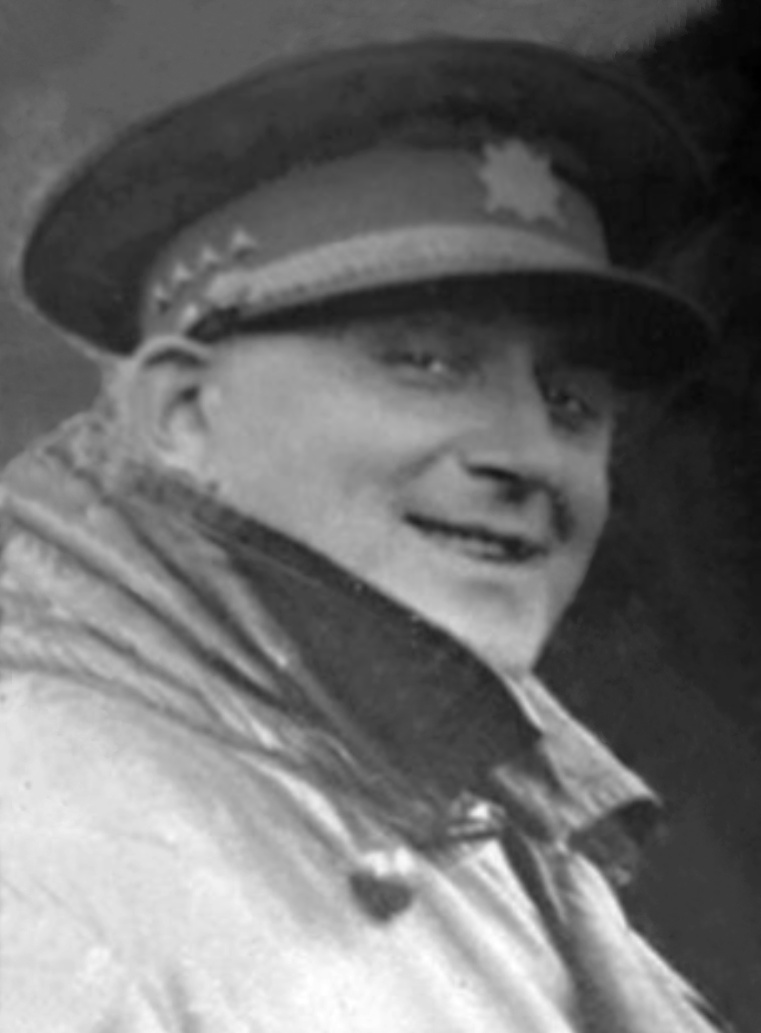
majitel lékárny v Chrudimi Gustav Coufal

### Likvidace první garnitury ON
Ve dvou zatýkacích vlnách (na podzim 1939 a v únoru 1940) došlo prakticky k rozbití ON a zničení tzv. první garnitury ON. U některých zatčených funkcionářů našlo gestapo dokonce jmenné seznamy příslušníků velení a jednotek, což mělo za následek další zatýkání. Zatčení funkcionáři ON byli internováni v koncentračních táborech. Funkcionáři, kteří unikli zatčení, přešli buď do hluboké ilegality nebo odešli do emigrace.
Před zatýkací vlnou gestapa, která proběhla v řadách Obrany národa v únoru 1940, se Antonín Pulpán ukryl a vyhnul se tak polapení. Po odchodu velitele cukrářů Jaroslava Skutila mimo protektorát převzal poručík Antonín Pulpán pomyslné žezlo „cukrářského velitele“. (Skutil únorovému zatýkání v roce 1940 také unikl a to včasným odchodem do exilu, kde se v Anglii připojil k RAF).

### Chemické továrny
Po zničení první garnitury ON německými represivními složkami byl Antonín Pulpán pověřen Janem Peterou prací na obnově (znovuvýstavbě) rozbité východočeské organizace Obrana národa. Hlavní snahou Pulpána byl ale především „zpravodajský průnik“ do strategických podniků Synthesie (chemická firma sídlící v Pardubicích v části Semtín) a Explosie (od roku 1921 výrobce výbušnin), kde pomocí kontaktu (Karel Zikuda) získal Pulpán pro Peteru údaje o poloze semtínských továren, což bylo zajímavé především pro případné jejich spojenecké (anglické) bombardování. Pulpán se podílel i na tvorbě nákresu (plánku v měřítku 1 : 75000) s vyznačením pozice objektů Fantových závodů.

### Zatčení, odsouzení, ...
Do svého zatčení tak Pulpán stačil vytvořit jen zcela malou (několik lidí čítající) síť ON a s jeho zatčením tím působení ON v pardubické oblasti definitivně skončilo. Antonín Pulpán byl zatčen gestapem 29. listopadu 1940, za svoji protiříšskou činnost (příprava k velezradě, napomáhání a nadržování nepříteli, zemězrada) byl dne 22. dubna 1942 odsouzen I. senátem Lidového soudního dvora (Volksgerichtshof) k trestu smrti a k trvalé ztrátě občanských čestných práv. Rozsudek byl vykonán 12. září 1942 ráno, kdy byl (spolu s chrudimským lékárníkem Gustavem Coufalem, ten byl sťat gilotinou) zavražděn oběšením ve věznici v Berlíně–Plötzensee.

## Připomínka

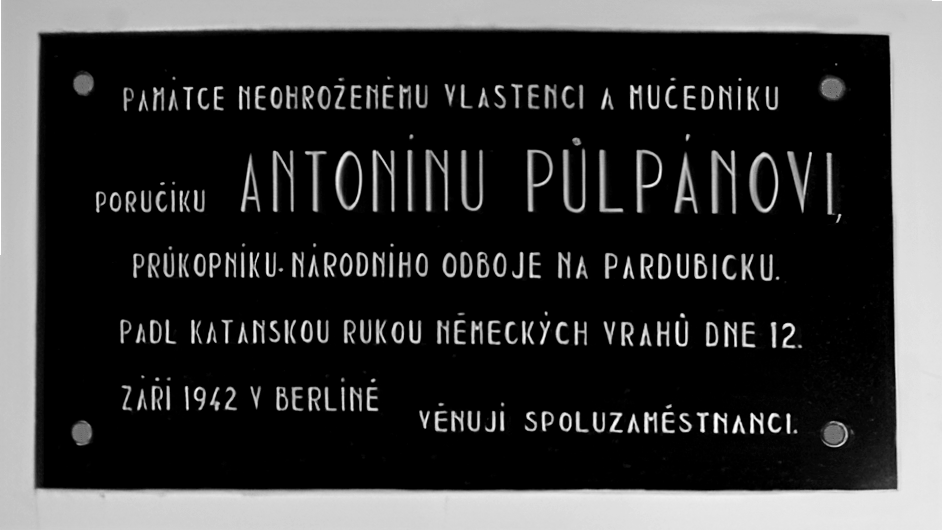
Pamětní deska v přízemí pivovaru Pernštejn v Pardubicích

V přízemí pivovaru Pernštejn (Palackého třída, Pardubice) je umístěna pamětní deska věnovaná památce Antonína Pulpána. Na Pamětní desce je nápis: PAMÁTCE NEOHROŽENÉMU VLASTENCI A MUČEDNÍKU / PORUČÍKU ANTONÍNU PŮLPÁNOVI, / PRŮKOPNÍKU NÁRODNÍHO ODBOJE NA PARDUBICKU. / PADL KATANSKOU RUKOU NĚMECKÝCH VRAHŮ DNE 12. / ZÁŘÍ 1942 V BERLÍNĚ. / VĚNUJÍ SPOLUZAMĚSTNANCI.